# Formiranje Sunčevog sistema
Prevladavajuća teorija formiranja Sunčevog sistema danas je teorija o zajedničkom nastanku Sunca i planeta, a njoj su najviše pridoneli svojim radovima Karl Fridrih fon Vajczeker (1944), Hanes Alven (1945), Džerard Kajper (1951) i Fred Hojl (1960). Teorija se zasniva na posmatranjima mladih zvezda koje se oblikuju u području hladnih međuzvezdanih oblaka i koje su okružene maglinom (Herbig–aro object). Postanak im se odvija u nekoliko koraka. Najpre se veliki međuzvezdani gasno-prašni oblak skuplja i istodobno cepa na manje delove (fragmentacija). Iz jednog oblačnog dela oblikuje se prasunčeva maglina kao rotirajući disk. U središtu je diska buduće Sunce, koje prikuplja najviše mase, a zgušnjavaju se i delovi diska, te čine jezgra budućih planeta. Planete rastu od manjih delova (planetezimala), oko kojih se okuplja gas. Mlado se Sunce steže, zagreva i u njegovom se središtu pali termonuklearni izvor. Osim hemijskim sastavom, građa i veličina planeta biće uslovljena Sunčevim zračenjem i Sunčevim vetrom. Bliže Suncu, temperatura je viša; na položaju gde se temperatura spusti ispod 1800 K očvršćavaju se refraktorne, teško topljive materije, a pri temperaturama nižima od 300 K i isparljive, lako isparljive materije. Bliži su protoplanete zbog toga veće gustine, dok udaljenije protoplanete, one od kojih će nastati divovske planete poput Jupitera, narastu privlačeći iz magline većinske gasove, vodonik i helijum. U trajanju od približno 100 miliona godina, planete i manja tela prikupe sav materijal magline, nakon čega dolazi do dugotrajnih promena u unutrašnjoj građi planeta, do taloženja (sedimentacije) i hemijskih diferencijacija po dubini, to jest do danas zatečenog stanja.

## Postanak planetnog sistema
Prema današnjem shvaćanju, postanak i razvoj planetskog sistema odvijao se u nekoliko koraka. Ponajpre, veliki međuzvezdani oblak se zbija i pritom cepa na manje delove (fragmentacije). Iz materije sadržane u jednom oblačnom fragmentu oblikuje se Sunčeva maglina kao rotirajući disk; u njemu dolazi do preraspodele količine kretanja i pripremaju se uslovi za nastanak malih kompaktnih tela. Nakon toga konsoliduju se planete. Zavisno od građe s kojom su stasale, planete i njihovi veći sateliti prolaze kroz geološki razvoj. Pretpostavlja se da je sadašnje stanje tela u planetskom sistemu posledica načina nastanka i razvoja koji je sledio nakon postanka. Stoga se i kosmogonija planetskog sistema proverava sadašnjim stanjem svih vrsta tela, a u celovitu opštu sliku treba da se uklope i promene prisutne u pojedinačnim slučajevima.
Sudeći po razvoju zvezda, Sunčev je sistem nastao iz međuzvezdanog materijala koji se nalazio u spiralnom kraku naše galaksije (Mlečni put). Hladni oblaci gasa i prašine postoje u galaktičkoj ravnini i danas, mnogo godina nakon nastanka prvih zvezda galaksije. Da bi se ti oblaci pretvorili u zvezde, gravitaciona sila mora nadjačati težnju gasa da se širi (ekspandira). Da bi gravitaciono privlačenje nadvladalo, gustina oblaka mora pri danoj temperaturi preći neku kritičnu vrednost. Zamišljena su dva načina na koja dolazi do povećanja gustine: ulazak međuzvezdanog oblaka u područje spiralnog kraka galaksije ili pojava supernove u neposrednoj blizini. Izučavanje galaksija pokazuje da je u krakovima međuzvezdana materija veće gustoće nego izvan krakova, pa se s ulaskom oblaka u spiralni krak oblak usporava i sabija. S druge strane, supernove udarnim talasom zbijaju međuzvezdanu materiju. U slučaju našeg sistema postoji evidencija da se zbila eksplozija supernove. U ugljovodoničnim meteoritima nađeni su izotopi koji su potomci radioaktivnih elemenata kratkog vremena života, a koji se proizvode u toku eksplozije supernove. Prema broju atoma izotopa procenjeno je da je od pojave supernove do ukrućivanja meteoritskog materijala prošlo od nekoliko miliona do nekoliko desetina miliona godina.

### Prasunčeva maglina
Prilikom odvajanja od drugih delova međuzvezdanog oblaka prasunčeva maglina zadržava galaktičko magnetno polje - važno svojstvo međuzvezdanog prostora, a zadržava i dinamičko stanje u kojemu se oblak nalazio. Prasunčeva maglina se zato pri osamostaljenju vrti (rotira), i u odnosu na središte galaksije, i u odnosu na druge galaksije. Maglina nastavlja da se urušava. Materija pada prema središtu oblaka gde nastaje mlado Sunce. Ono se zbog stiskanja zagrava i sve jače svetli. Najjače je zagrejano u središtu, i tamo se počinju javljati termonuklearne reakcije, koje će mu dabati energiju u dugom nizu godina. Sunce se prestaje stezati tek kada ekspanzivni pritisak gasa poraste toliko da se izjednači sa hidrostatičkim pritiskom.
Za vreme stezanja Sunca i stezanja cele magline, a zbog sačuvanja ugaone količine kretanja, Sunce i maglina se vrte sve brže. Disk je to plosnatiji što se brže vrti. Disk je telo osne simetrije i ima jednu osobenu ravan - ravan ekvatora. One čestice koje se još ne nalaze u ekvatorskoj ravnini privlači, osim Sunca, i veća masa koja se u ekvatorskoj ravni već nalazi; čestice „padaju” u ravan ekvatora. To omogućavaju i tome pridonose, neelastični sudari među česticama, jer se u toku neelastičnog sudara smanjuje komponenta brzine normalna na ekvatorsku ravan (slično se dešava kod Saturnovih prstenova). Takvo vladanje jače je izraženo kod zrnaca praha nego kod slobodnih atoma, pa se prah vrlo brzo taloži u sloj u ekvatorskoj ravnini; mnogo tanji od magline. Staze budućih planeta biće ograničene na širinu sloja pa ne moraju ležati tačno u ravni Sunčevog ekvatora.
Nezaobilazni dinamički problem razvoja sistema označava prenos ugaone količine kretanja sa Sunca na planete. Budući je najmasivniji deo magline, prasunce sadrži najveću ugaonu količinu kretanja. Danas je pak 50 puta veća količina kretanja sadržana u revoluciji planeta nego u rotaciji Sunca, iako Sunce ima masu 750 puta veću od mase svih planeta. Na jedan način, količina kretanja može se preneti magnetnim poljem. Ono je usredotočeno u središnjem gasovitom zgušćenju, mladom Suncu i silnice izlaze iz njega u obliku spirala, prolazeći kroz čitav disk. Ovo svojstvo magnetskog polja je ograničeno na jonizovani gas. Sunce je pomoću magnetnog polja povezano s maglinom i predaje joj energiju. Mlado Sunce okretalo se 100 puta brže. Zamisle li se magnetne silnice kao elastične lisnate opruge koje vire iz osovine - Sunca, može se zaključiti da te opruge požuruju vrtnju magline u kojoj su isidrene; iako je ta slika posve mehanička, ona dobro opisuje stvaran proces. Sunčeva se vrtnja prenosi na maglinu. Koliko ugaona količina kretranja magline poraste, toliko se ugaona količina kretanja Sunca smanji. Zbog povećanja ugaone količine kretanja maglina se udaljava od Sunca.
Na drugi način, ugaona se količina kretanja može preneti i putem vrtložnih kretanja u maglini. A znatna količina kretanja mogla je da se izgubi u prostor gubitkom mase u obliku Sunčevog vetra. Prenos ugaone količine kretanja sa Sunca na maglinu ima dvojaku posledicu. S jedne strane u jednom će se trenutku izgubiti veza magline i Sunca i ono više neće moći usisavati maglinu. Drugo, maglina poprima količinu kretanja koju će preneti na tela u njoj rođena, na buduće planete.

### Nastajanje planeta
U maglini su morali postojati svi preduslovi za njihovo stvaranje (akumulaciju): iz raspršenog stanja, zrna praha i gas treba da se sistematski okupe i stvore nebesko telo; u toku okupljanja materija mora proći kroz određeni toplotni režim da bi postigla određeni hemijski i mineraloški sastav; različite materije moraju se zatim prostorno razdvojiti, jer je i građa svih tela Sunčevog sistema raslojena. Kao centri kondenzacije služe zrna praha; ona rastu kada na njih neelastično naleću molekuli iz gasovitig stanja. Budući da otpor gasovitog sredstva ujednačuje brzine kretanja zrna, ona se sudaraju malim brzinama i lepe (amalgamiraju). Tako se u prasunčevoj maglini javljaju čvrsta tela. Povoljni uslovi za njihov rast postoje samo dok je maglina relativno hladna.
Sastav čvrstih tela uslovljen je hemijskim sastavom magline i toplotnim svojstvima kroz koji prolaze. U maglini prevladava vodonik (78% mase) i helijum (20% mase), s primesom težih elemenata (2%). Elementi se javljaju u gasovitom stanju, to jest kao slobodni neutralni ili jonizovani atomi i molekuli, a ugrađuju se i u zrna prašine. Kondenzacija se odvija uz određene temperature. U razmaku temperatura od 1 000 do 1 800 K ukrućuje se željezo, oksidi metala, silicijuma i sličnih (refraktorne, teško topljive materije). Pri temperaturama od 100 do 300 K i niže, kondenziraju se i lako isparljivi sastojci (volatilne materije) kao što su voda, ugljen-dioksid, metan, amonijak; metalna i silikatna zrna prekrivaju se smrznutim materijama koje su inače kod sobne temperature u gasovitom stanju. Gasoviti ostaju jedino vodonik i plemeniti gasovi helijum, argon i neon.
Mineraloška svojstva meteorita potvrđuju postojanje temperatura od 300 do 1 800 K i pritisaka do 1 bar. Stenoviti satav terestričkih planeta s velikim udelom metala, te sistem jovijanskih planeta koji sadrže znatne količine volatilnih i zaleđenih materija, upućuju na područja s različitim toplotnim uslovima. Stanje je u skladu s iskustvom astrofizike prema kome mlada zvezda prolazi kroz razdoblje kada joj je sjaj promenjiv i sa zvezde eratično teče veoma snažan vetar (promjenjive zvezde T-Tauri). Bliže prasuncu sastojci magline su ižarivani, dok su se u udaljenim (perifernim) područjima materije mogle smrzavati.
Odlučujuća u stvaranju sistema je i druga posledica Sunčev vetar. Vetar pritiska na maglinu i odbacuje je. Sa sadašnjim nivom Sunčevog vetra, prasunčeva bi se maglina raspršila za 107 do 108 godina. Maglina je mogla biti posve odstranjena i za vreme dok je Sunce prebivalo u razdoblju zvezda T-Tauri, to jest u roku uporedivom s milion godina. Ova okolnost oštro ograničava vreme potrebno za pripravljanje materije od koje će nastati planete. Čvrsta zrna morala su se u maglini stvoriti pre nego što je Sunce ušlo u razdoblje zvezda T-Tauri, a gasovite atmosfere divovskih planeta morale su se akumulirati u vremenu kraćem od izgona magline, jer posle gasa više nije bilo. Zagrevavanje materije u maglini i izgon gasovitog sadržaja bili su ograničeni na vreme od nekoliko stotina hiljada godina do milion godina.
O direktnom mehanizmu akumulacije planeta mišljenja su podeljena. Prema jednom mišljenju, planete nastaju gravitacijskim stezanjem lokalnih delova magline, isto tako kao što je nastalo Sunce kao centralno zgušćenje. To znači da bi se se oni već morali nalaziti u brzo rotirajućem disku koji se steže, kao klupka materije koja konkuriše Suncu u raspodeli mase magline. Prema drugom mišljenju, planete nastaju u maglini tako što se akumuliraju iz manjih čvrstih tela - planetezimala. Ove dve mogućnosti prilagođene su dvama različitim modelima magline. Gravitacijska kontrakcija omogućena je u modelu magline velike mase, za koju se pretpostavlja da je na početku iznosila 1 masu Sunca, pa je najveći deo magline izgubljen u prostoru. Model magline male mase, od 0,05 do 0,1 mase Sunca, zaustavlja se na granici iznad koje je sve veća verovatnoća da od magline nastane druga zvezda a ne planeta, to jest da Sunce dobije zvezdanog pratioca. Postoji i donja granica mase od 0,01 mase Sunca koja se određuje tako da se današnjoj ukupnoj masi planeta, u kojoj prevladavaju teži elementi, dodaju elementi da bi njihova zastupljenost dostigla zastupljenost elemenata na Suncu, odnosno u međuzvezdanom materijalu.

#### Model magline male mase
Dinamičko vladanje čvrstih tela u maglini zavisi od njihove veličine. Sitnija tela gas povlači u kruženju oko Sunca i zadaje im ugaonu količinu kretanja. Zbog otpora sredine zrna postižu zaobljenje staze i pomalo u spiralama padaju prema Suncu (kao veštački satelit u Zemljinoj atmosferi); ako su zrna zaostajala u daljim delovima magline, budu odbačena u svemir. Gasovita sredina ne povlači tela narasla do veličine od 1 metar. Kod takvih tela prevladava međusobno privlačenje i ona se okupljaju u još veća tela. To su planetezimali, elementi planeta u toku njihovog nastajanja. Nakon nestanka gasovite magline samo planetezimali ostaju u prostoru.
Hemijski sastav planetezimala već je prilagođen njihovoj toplotnoj praistoriji. Planetezimali koji kruže bliže Suncu izgrađeni su od željeznog i stenovitog materijala, oni koji kruže dalje od Sunca tela su od smrznutih gasova i vode, izmešanih s težim elementima u odnosu 3:1. Od prvih nastaju planete Zemljine grupe. Niža temperatura u vanjskim područjima dopuštala je da tamo planetezimali porastu pre, pa su i planete koje tamo od njih nastaju postale veće. Prateća je pojava da se oko jezgara divovskih planeta jačom privlačnom silom okupe i održe velike količine vodonika i helijuma. Dinamičko stanje tela posledica je uslova koji su postojali u maglini: kreću se direktno, staze im mnogo ne otklanjaju od središnje ravni simetrije isčezle magline, i nisu mnogo izdužene. Zbog mnoštva, planetezimali se kreću u obliku slabo povezanih skupova. Oni se međusobno utrkuju, dostižu i srastaju. U osnovi mehanizma akumulacije planetezimala je ideja da telo veće mase kupi na sebe tela manje mase. Jedno veće telo kreće se oko Sunca stazom koju poremećuje plimni uticaj Sunca i ostalih delova magline, pa tako u toku vremena prikupi planetezimale iz jednog širokog prstenastog pojasa. Nije neočekivano da dolazi i do dvostrukih i višestrukih sistema u kojima jedno telo preuzima ulogu planeta, a drugo, ili druga, ulogu satelita. Sateliti nemaju i svoje satelite jer to sprečava plimna sila planeta. Zbog jače privlačne sile divovske planete okupljaju veću svitu pratilaca.
Model planetezimala i magline male mase dobro je prilagođen akumulaciji terestričkih planeta. Njihov rast traje oko 100 miliona godina. Za toliko je Sunce od njih starije. Pošto su planete stvorene, još je pola milijarde godina međuplanetarni prostor bio ispunjen sitnijim materijalom, planetoidima, kometima i meteoridima. O tome svjedoče krateri u površini svih krutih tela Sunčevog sistema, a trajanje teškog bombardovanja datirano je ispitivanjem Meseca. Rast divovskih planeta putem okupljanja planetezimala i velikih atmosfera bio bi predug, duži od trajanja prasunčeve magline. Njima je bolje prilagođen model magline velike mase.

#### Model magline velike mase
U tom modelu, unutar rotirajućeg diska oblikuju se prstenovi veće gustine koji se stežu u divovske gasovite protoplanete. Dimenzije su im oko astronomske jedinice. Brzina stvaranja je velika, što je svojstvo gravitacijskog stezanja, i najveće dimenzije protoplanete postižu za oko 50 000 godina. U unutrašnjem delu sistema divovske gasovite protoplanete mogle su postojati samo vrlo rano, za vreme rasta Sunca. Neotporne su na sudare i raspadaju se pod plimnim delovanjem Sunca. Fizički procesi na divovskim gasovitim protoplanetima dovode direktno do razlikovanja (diferencijacije) materije po slojevima. Zagrevanjem unutrašnjih delova gravitacijskom energijom, čvrsta se zrna tope i talože (sedimentiraju) u gasovitom sredstvu prema središtu. U središtu se protoplaneta može stvoriti znatno rastopljeno jezgro od težih elemenata, dok je izvan akumulirana velika gasovita atmosfera. Merkur, s vrlo velikom prosečnom gustinom (iako je najmanji od terestičkih planeta) mogao bi biti ostatak takve protoplanete. Jupiter je okupio najdublju atmosferu, a po zastupljenosti elemenata najviše se približio Suncu. U poređenju sa Jupiterom, Saturn pokazuje manjak lakih elemenata.
Planetoidi se nalaze na granici koja je delila područje s nižom i višom temperaturom. Izučavanjem meteorita ocenjeno je da je ovdje vladala temperatura od 100 do 600 K. Razlozi iz kojih se nije stvorila celokupna planeta se traže osim u određenom fizičkom stanju još i u poremećenjima kojima je Jupiter regulirao kretanje planetoida. Većih je planetoida nekada moralo biti više. Međusobno sudaranje dovelo je do današnjih odlomaka (sudarna evolucija).
Po dinamičkim svojstvima komete pripadaju Sunčevom sistemu, ali na poseban način. Po fizičko-hemijskim svojstvima, budući da se sastoje pretežno od sleđenih materija, ishodište im treba tražiti u daljim delovima Sunčeve magline, u području Urana i Neptuna. Po sastavu, Uran i Neptun su čak bliže kometama nego Jupiteru. Rast udaljenijih planeta traje duže, pa te dve planete nisu stigle da zahvate veću količinu gasova. Komete su jednostavne građe koja se nije promijenila od vremena nastanka. Razvoj im je zastao na prvim koracima okupljanja. Poremećene Jupiterom i Saturnom, možda prolaznim zvezdama, a takođe i slabljenjem privlačne sile prasunčeve magline u vreme njenog rasipanja, odbačene su u Ortov oblak kometa, ili su pak popadale po planetama.
O ranijim koracima geološkog razvoja planeta teško je suditi na temelju današnjih dokaza. Planete Jupiterove grupe neznatno izmenile od nastanka do danas. Sve planete i svi sateliti su hemijski i geološki različiti. Struktura Zemlje pokazuje da je ona prošla kroz fazu topljenja i kroz fazu diferencijacije materije - kada su materije veće gustine tonule prema središtu, a one manje gustine uzgonom se dizale prema površini. Problem je u tome kojim je redosledom planeta prolazila kroz te faze i koji su njeni delovi učestvovali. Nije nemoguće da su protoplanete već u toku okupljanja iz planetezimala u geometrijskom središtu prikupljale tela veće gustine. Ako su nastale uz prisustvo gasovite komponente prasunčeve magline, okupile su i guste primarne atmosfere sastavljene od vodonika i helijuma.
U poslednjoj fazi rasta planete su verovatnije bile na povišenoj temperaturi. Naime, u toj fazi preostala se tela sudaraju velikim brzinama, što mora dovesti do visokih temperatura protoplaneta, i do njihovog bar delimičnog topljenja. Toplota dobijena pri stvaranju otpuštala se u svemir, i ujedno se prenosila na dublje slojeve. Kada bi to bio jedini izvor toplote u istoriji planeta, Zemlja bi danas bila iznutra mnogo hladnija nego što jeste. Drugi, jednako važan izvor toplote jesu procesi u radioaktivnih elemenata. Zbog dugog vremena poluraspada tih elemenata, taj izvor toplote postaje delotvoran tek u periodu od milijardu godina, a tada se može rastopiti velik deo planete. Planetno telo sa rastopljenim područjima obavezno prolazi kroz hemijsku diferencijaciju i raslojava se po dubini. Atomi većeg obima, a manje gustine, difundiraju prema gornjim slojevima i tu se, kada rastop prelazi u čvrsto stanje, ugrađuju u kristalnu rešetku. I obratno - atomi manjeg obima, a veće gustine, tonu prema središtu planete. Ta je diferencijacija dovela do današnjeg stanja, u kojem su željezo i metali koncentrisani u jezgru Zemlje, a minerali manje gustine u plaštu povrh kojega „pliva” stvrdnuta kora. Stoga hemijski sastav nekog mesta u dubini Zemlje ne odgovara prosečnom obilju elemenata na Zemlji. Polovina svih radioaktivnih elemenata koncentrisana je u Zemljinoj kori. Rastopljeni slojevi su u neprekidnom kretanju (struje konvekcije ili mešanja) i dovode do magnetskog polja.
Mesec je prošao kroz diferencijaciju samo delimično. Dok je u početnim stadijumima evolucije ostao dehidriran. Zemlja je prikupila iznenađujuće veliku količinu lako isparljivh jedinjenja (onih koji se stvaraju od atoma vodonika, ugljenika, kiseonika i azota). Problem je u tome što u početnom stadijumu, sa zagrejanim površinskim slojevima, Zemlja nije mogla da zadrži ta jedinjenja. Stoga je veoma privlačna ideja da su te materije na Zemlju stigle padovima kometa u vreme kada je kora očvrsnula i podnosila žestoko bombardovanje. Količina vode Zemljinih okeana iznosi 0,025% od ukupne mase Zemlje; ugljen-dioksida sadržanog u krečnjačkim stenama ima 10 puta manje, a azota 300 puta manje. Elementi potrebni za razvoj živih organizama pristigli su kometskim materijalom iz daljih područja sistema. Zbog prosečne temperature Zemljine površine koja se nalazi između ledišta i vrelišta vode, a uz dovoljnu jačinu gravitacijskog polja, lako isparljiva jedinjenja ostala su zarobljena. Tako bi posrednim putem komete dovele do pojave života. Visoke temperature na Veneri nisu pogodovale zadržavanju vodene pare, a na Marsu se voda smrznula oblikujući permafrost. U atmosferi terestičkih planeta preovladao je ugljen-dioksid, u stvari sekundarna atmosfera. Atmosfera se otada promenila samo na Zemlji, zbog pojave života; Zemlja stoga dobija i tercijarnu atmosferu.
Veliki Jupiterovi sateliti i Saturnov Titan fizički se razlikuju i međusobno i od terestičkih planeta, mada se uklapaju u opšti model. Galilejanski sateliti pokazuju pravilnost u nizu udaljenosti od Jupitera, geološka im aktivnost raste s približavanjem Jupiteru. Razvoj Ija bio je nasloženiji. Bliži pratioci kretali su se u prostoru kroz koji se prenosila toplota i energične čestice magnetosfere mladog Jupitera, pa na njima ima više nataloženih teže isparljivih sastojaka. Započevši kao grude blatnog leda, sateliti se postupno zagrejavaju, u čemu udeo ima i radioaktivni izvor, sadržan u silikatnoj osnovi, i plimno stezanje i rastezanje. Rastopljeni slojevi razdvajaju se na teže i lakše sastojke. Silikati su tonuli i stvorili čvrsto jezgro, dok je voda ostala kao omotač. Povrh vode isplivala je mešavina leda i silikata, izložena svemirskom prostoru. Na Evropi je ostala samo ledena kora što pluta na vodi koja čini petinu mase. Sleđene površine Ganimeda i Kalista zasićene su tamnim meteoritskim materijalom, pa u svojoj unutrašnjosti okivaju mekši plašt od leda i vode. Zemlja i Titan nastali su od istih sastojaka koji su postojali u prasunčevoj maglini, ali zbog drugih fizičkih uslova metan i azot su, kao dovoljno teški teški, zadržani na Titanu.

#### Nebularna teorija
Današnji pogledi na postanak planeta rezultat su iskustva brojnih istraživača, proverenog neposrednim podacima o fizičkom stanju tela, o sastavu njihovih atmosfera, reljefu, hemijskoj i mineraloškoj strukturi, radioaktivnom datiranju, magnetskom polju, gravitacijskom polju. Od teorije Imanuela Kanta (1755.) i Pjer Simon Laplasa (1796) preuzeta je ideja o nastanku Sunca i planeta iz međuzvezdane magline (nebularna teorija). Kant je pošao od predodžbe hladnog oblaka prašine u kojem se prilikom gravitacijskog stezanja rotacija javlja sama od sebe - što nije moguće (unutarnje sile ne mogu od haotičnog kretanja da dovedu do uređenog). Kant ne ide dalje od opštih prirodoslovno-filozofskih postavki. Laplasova teorija je prva metamatički obrađena teorija. Laplas pretpostavlja da već postoji usijana maglina koja rotira te prati kako se maglina hladi, steže i ubrzava rotaciju. Današnji sled argumenata je drukčiji: maglina se ne steže zbog hlađenja, već zbog prevlasti gravitacijskog privlačenja, a pritom se, uz ubrzanje rotacije, gravitacijskom energijom zagreva. Kada postignu brzinu kruženja, vanjski delovi magline više ne pritiskaju na središnje delove. Postali su samostalni i imaju oblik prstena. Središnja se masa dalje steže i time razdvaja od prstena. Od prstena nastaju planete. Planete bi tako morale nastati postupnim stezanjem središnje mase koja za sobom redom ostavlja prstenove. A sateliti bi morali nastati istim procesom pri ubrzavanju vrtnje planeta, koje su po Laplasu na početku takođe gasovite. Postoji još jedan bitan nedostatak teorije. Ostavivši samostalan prsten, centralna masa bi pri stezanju trebalo da zadrži veći deo ugaone količine kretanja. Dokaz protiv teorije je i kretanje Saturna i njegovih prstenova: unutrašnji delovi Saturnovog prstena kreću se brže od Saturnove površine; slično se i Fobos kreće brže od Marsove površine. Po današnjem tumačenju nebularne teorije maglina ne dolazi u stanje nestabilnosti zbog rotacije. Osim toga, u odvojenom prstenu pre će doći do retrogradne rotacije planeta nego do direktne. Teorije Kanta i Laplasa napuštene su početkom 20. veka uglavnom stoga što nisu uspele direktno da predvide raspodelu količine kretanja.

#### Katastrofna teorija o postanku planeta
Pojam planetezimala preuzet je od Tomasa Čraudera Čamberlina (1901.) i Foresta Reja Moltona (1905), koji su razvijali teoriju katastrofe - teoriju sudara Sunca s drugom zvezdom. Pri tome je privlačna sila trebalo da izvuče iz Sunčevog tela gas koji se najpre kondenzuje u mnogobrojna mala čvrsta tela, planetezimale, a zatim se oni udružuju u plenete. Druga zvezda je, zbog prolaska, izbačenoj materiji dala količinu kretanja, nezavisnu od veličine Sunčeve rotacije. Teorija ne objašnjava postanak planetskih satelita.
Teoriju katastrofe prvi je postavio Žorž-Luj Leklerk de Bufon (1745), zamislivši tangencijalni prolet „nekd velike” kometa pokraj Sunca, ali teorija te vrste najviše je povezivana s imenom Džejmsa Džinsa (1917). Zvezda koja uzrokuje katastrofu ulazi po njemu, unutar Rošove granice, plimni talas se diže i izvlači u obliku gasnog cilindra. Cilindar se raspada na delove. Delovi prolaze eliptičnim stazama oko Sunca te Sunčeva plimna sila izvlači iz njih još manje delove, umnogostručavajući proces. Prvo se u obliku tečnosti kondenzuju manja tela, sateliti, a zatim veća - planete. Kretanje planeta koči se u preostaloj gasovitoj atmosferi i staze im se zaokružuju. Džinsovu teoriju je razvio Harold Džefris (1929), mada ta teorija zapada u teškoće. Osnovna slabost sadržana je u polaznoj pretpostavci tesnog sudara. Takvih slučajeva u ne može biti mnogo u galaksiji, pa bi i pojava planetnog sistema bila redak događaj.
U jednoj varijanti teorije katastrofe, Sunce je član dvojnog zvezdanog sistema, a planete nastaju od drugog člana tog sistema, kada na sistem naleće zvezda spolja. Pojavila se i hipoteza da druga zvezda sistema eksplodira kao nova odnosno supernova, a planete se stvaraju iz izbačenog gasa, u gravitacijskom polju Sunca. Bitan nedostatak teorija koje postuliraju nastanak planeta od razređenog usijanog gasa je u tome što nema načina da se iz takvog gasa stvori hladno črsto telo. Teorije po kojima planete nastaju iz materije izvučene iz Sunca, ili iz neke druge zvezde slične Suncu, pobija hemijski sastav planeta. Planete su nastale iz neizmenjenog međuzvezdanog materijala, a ne materijala koji je prethodno bio obrađen u Suncu. Hemijski sastav planeta podudara se s hemijskim sastavom međuzvezdanog materijala. Kritične su veličine odnosa deuterijuma i vodonika (protijuma) i udeo litijuma. Deuterijuma i litijuma Sunčeva atmosfera ima skoro 100 puta manje, nego međuzvezdana materija, jer se ti elementi i njihovi izotopi prerađuju u termonuklearnim reakcijama.
Oto Šmit (1944) razmatra međuzvezdani materijal koji Sunce zaroblava na putu kroz galaksiju. Nakon zahvata, oblak se zakreće odnosno vrti oko Sunca. U ravni simetrije rotacije - ekvatorskoj ravni oblaka - okupljaju se zrnca praha koja rastu i, akumulirajući se, grade planete. Planete se stvaraju hladne, a potom se zagrevavaju radioaktivnošću. Takve teorije koje ne traže zajedničko poreklo Sunca i planeta tumače kretanje planeta blizu ravni Sunčevog ekvatora (nagnut je za 7° prema ravni ekliptike) čistom slučajnošću. Po današnjem shvatanju, to nije slučajnost, već posledica zajedničkog nastanka. Razlika ravni kretanja pojedinih planeta, koja uostalom nije velika, tumači se širinom rotirajućeg magličastog diska u kojem su bile smeštene staze planetezimala. Šmit ponovo uvodi nebularnu teoriju. Današnjem obliku nebularne teorije pridoneli su još Karl Fridrih fon Vajczeker (1944), Hejns Alfven (1945), Džerard Kajper (1951), A. Kameron (1962), Evri Šacman (1963), Fred Hojl (1944, 1956, 1960) i drugi.
Postanak planeta valja svakako tražiti u vreme postanka zvezda. Budući da i danas nastaju zvezde, među njima ima bez svake sumnje i takvih kakvo je bilo Sunce u praskozorje Sunčevog sistema. Da bi se dakle shvatili uslovi koji su vladali u prirodnoj okolini prilikom nastanka Sunca i planeta i koji vode specifičnom procesu stvaranja nebeskih tela, treba neophodno je da se dodatno izučava fizika zvezda ili astrofizika.

## Literatura
- Duncan, Martin J.; Lissauer, Jack J. (1997). „Orbital Stability of the Uranian Satellite System”. Icarus. 125 (1): 1—12. Bibcode:1997Icar..125....1D. doi:10.1006/icar.1996.5568.
- Zeilik, Michael A.; Gregory, Stephen A. (1998). Introductory Astronomy & Astrophysics (4th изд.). Saunders College Publishing. ISBN 978-0-03-006228-5.